# Debattistiïta
La debattistiïta és un mineral de la classe dels sulfurs. Rep el nom en honor de Luca De Battisti, un mineralogista sistemàtic i expert en els minerals de la pedrera Lengenbach (Suïssa).

## Característiques
La debattistiïta és una sulfosal de fórmula química Ag₉Hg₀․₅As₆S₁₂Te₂. Es tracta d'una espècie aprovada per l'Associació Mineralògica Internacional, i publicada per primera vegada el 2012. Cristal·litza en el sistema triclínic.
L'exemplar que va servir per a determinar l'espècie, el que es coneix com a material tipus, es troba conservat al museu de mineralogia del departament de geociències de la Universitat de Pàdua, a Itàlia, amb el número de catàleg MMP M10680.

## Formació i jaciments
Va ser descoberta a la pedrera Lengenbach, situada a la comuna de Binn, a Valais (Suïssa). Es tracta de l'únic indret de tot el planeta on ha estat descrita aquesta espècie mineral. Sol trobar-se associada a altres minerals com: realgar, rútil, trechmannita i hutchinsonita.